# Villa Leconte-de-Lisle
La villa Leconte-de-Lisle est une voie du 16e arrondissement de Paris, en France.

## Situation et accès
La villa Leconte-de-Lisle est une voie située dans le 16e arrondissement de Paris. Elle débute au 9, rue Leconte-de-Lisle et se termine en impasse.

## Origine du nom

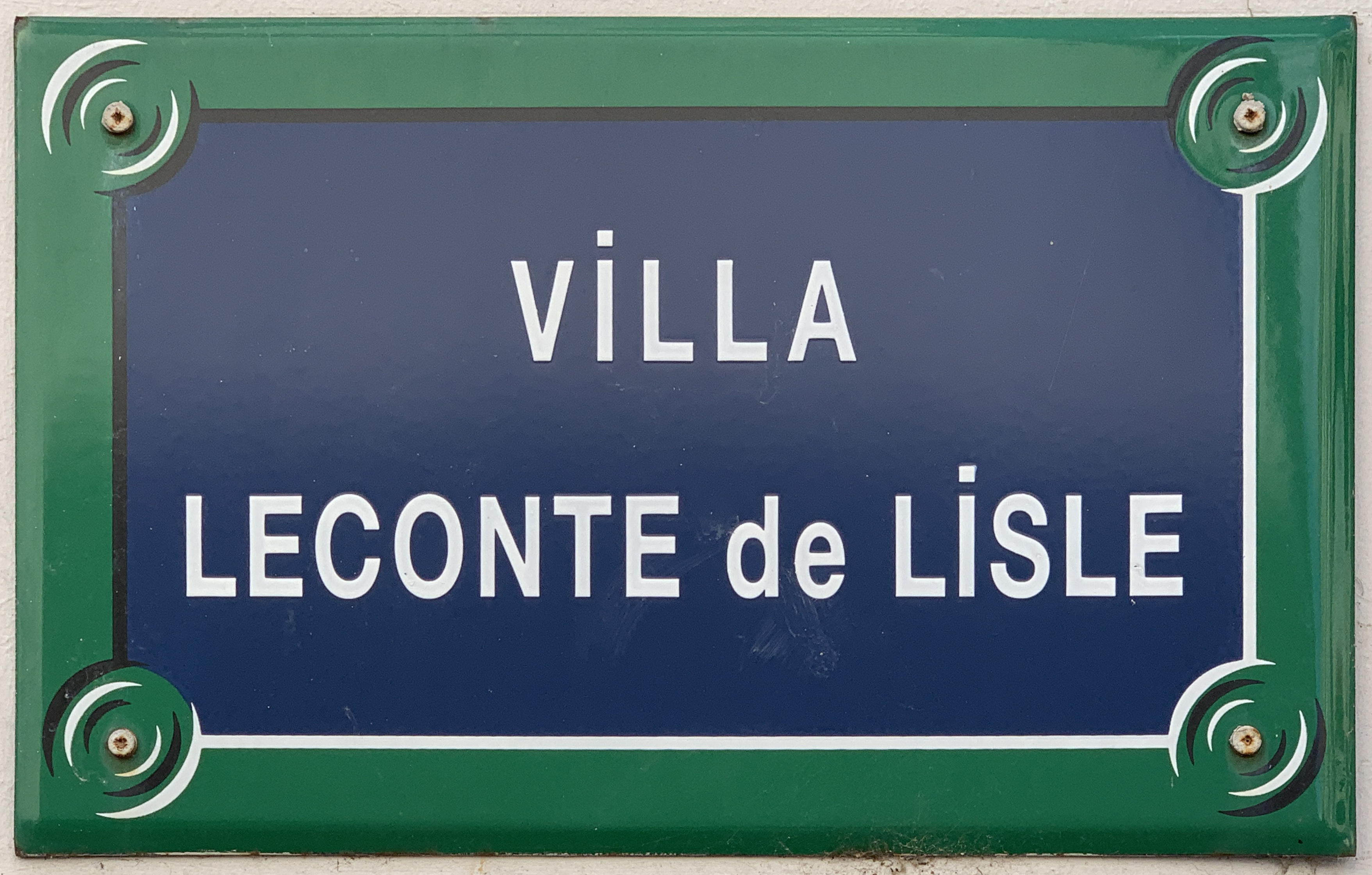
Plaque de la voie.

Elle doit son nom au voisinage de la rue Leconte-de-Lisle.

## Historique
Cette voie est ouverte sous sa dénomination actuelle en 1924.